# بازارچه مرزی یزدان
بازارچه مرزی یزدان یک بازارچه مرزی بین ایران و افغانستان است که در شهرستان زیرکوه استان خراسان جنوبی قرار دارد. در مجاورت نقطهٔ مرزی، آبادی یزدان ایران و روستای کلاتهٔ نظر ولایت فراه افغانستان واقع است. نزدیک‌ترین شهر افغانستان به یزدان، شهر شیندند ولایت هرات می‌باشد که در ۱۲۰ کیلومتری گذرگاه یزدان قرار دارد.

## پیشینه
بازارچهٔ مرزی یزدان در سال ۱۳۷۲ راه‌اندازی شد. ولی اواخر سال ۱۳۹۳ دولت افغانستان به‌صورت یک‌طرفه، مبادلات از ۳ بازارچهٔ دوکوهانه نهبندان، گلورده درمیان و یزدان زیرکوه را تعلیق کرد و مرز یزدان بسته شد. درنتیجه بازرگانان به تنها گذرگاه رسمیِ استان خراسان جنوبی یعنی مرز ماهی‌رود رفتند. این بازارچهٔ مرزی در ۲۱ شهریورماه ۱۴۰۰ بعد از هفت سال تعطیلی به‌صورت خرده‌فروشی بازگشایی شد. فعالیت دوبارهٔ این بازارچه در کاهش بار ترافیکی در مرزهای ماهی‌رود در خراسان جنوبی و دوغارون در خراسان رضوی اثرگذار است. این بازارچه در محوطه‌ای به مساحت ۸ هکتار، شامل چند انبار صادرات و واردات، جایگاه سوخت، آزمایشگاه مرجع استاندارد، مهمانسرا، سردخانهٔ مواد غذایی، شبکهٔ داخلی برق و چند ده باب غرفهٔ تجاری است.